# جيمي كاراغر
جيمي كاراغر (بالإنجليزية: Jamie Carragher)‏ (مواليد 28 يناير 1978 في ليفربول، إنجلترا)، لاعب كرة قدم إنجليزي سابق.
بدأ مسيرته الكروية مع نادي ليفربول في عام 1996، واستمر لاعبًا في هذا الفريق حتى 2013. وقد بدأ باللعب مع منتخب إنجلترا لكرة القدم في عام 1999.
لعب مباراته ال500 مع ناديه ليفربول أمام نادي فولهام في الدوري الإنجليزى في 19 أبريل 2008.

## مسيرته الكروية
لعب جيمي كاراغر خلال مسيرته الاحترافية مع نادِ واحدٍ في سبعة عشر موسمًا وسجل خلالها 3 أهداف ضمن 508 مباراة. حيث فاز في موسمين بالكأس ولم يفز بأي دوري.
خاض جيمي كاراغر مسيرته مع نادي ليفربول في موسم 1996–97 ليلعب معه سبعة عشر موسمًا، مشاركًا في 508 مباراة سجل خلالها 3 أهداف.

## روابط خارجية
- جيمي كاراغر على موقع IMDb (الإنجليزية)
- جيمي كاراغر على موقع قاعدة بيانات الفيلم (الإنجليزية)
- جيمي كاراغر على موقع الاتحاد الدولي (مؤرشف)  (الإنجليزية)
- جيمي كاراغر على موقع الاتحاد الأوربي (الإنجليزية)
- جيمي كاراغر على موقع قاعدة بيانات كرة القدم.إي يو (الإنجليزية)
- جيمي كاراغر على موقع ليكيب (الفرنسية)
- جيمي كاراغر على موقع ناشيونال فوتبول تيمز (الإنجليزية)
- جيمي كاراغر على موقع Soccerbase.com (لاعب) (الإنجليزية)
- جيمي كاراغر على موقع Soccerway.com (الإنجليزية)
- جيمي كاراغر على موقع عالم كرة القدم.نت (الإنجليزية)
- جيمي كاراغر على موقع كووورة
- جيمي كاراغر على موقع AS.com (الإسبانية)